# Bursa subcutanea olecrani
Die Bursa subcutanea olecrani ist ein Schleimbeutel zwischen dem Ellenbogenhöcker (Tuber olecrani) und der darüberliegenden Haut. Sein Binnenraum steht nicht mit dem Ellbogengelenk in Verbindung.

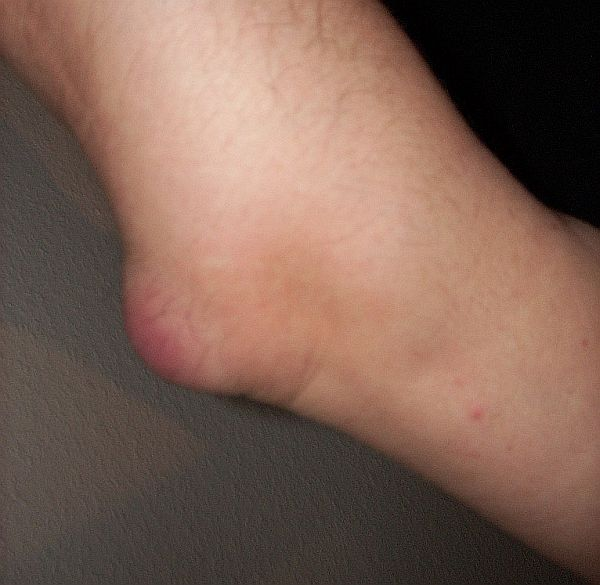
Bursitis olecrani

Die Entzündung des Schleimbeutels (Bursitis olecrani, ICD-10 M70.2) entsteht vor allem bei Dauerbelastung durch häufiges Aufstützen und wird daher auch als „Studentenellenbogen“ bezeichnet. Sie kann aber auch bei rheumatischen Erkrankungen, Gicht oder durch bakterielle Infektion entstehen. Bei Pferden wird die Bursitis olecrani als „Stollbeule“ bezeichnet.